# 白河インターチェンジ
白河インターチェンジ（しらかわインターチェンジ）は、福島県西白河郡西郷村大字小田倉にある、東北自動車道のインターチェンジ。福島県内の東北自動車道の最南端のICであり、白河市街や東白川郡棚倉町、南会津郡下郷町、石川郡浅川町の最寄りとなるインターチェンジ。
新白河駅同様、白河市ではなく西郷村に所在する。
当ICを境に東北自動車道の管轄は南側が関東支社、北側が東北支社となる（白河ICは東北支社の管轄）。

## 道路
- E4 東北自動車道（14番）
- 接続する道路：国道4号

## 料金所
- ブース数：6

### 入口
- ブース数：2
  - ETC専用：1
  - 一般：1

### 出口
- ブース数：4
  - ETC専用：1
  - ETC・一般：1
  - 一般：2

## 周辺
- 独立行政法人家畜改良センター
- 西郷村役場
- 白河オリンパス
- JR東日本東北新幹線/東北本線 新白河駅
- イオン白河西郷ショッピングセンター
- 三菱製紙白河工場
- 信越半導体白河工場
- 日本伸管白河工場

## 隣
E4 東北自動車道
(13)那須IC - (13-1)那須高原SA/SIC - (14)白河IC - (14-1)白河中央SIC - 阿武隈PA - (15)矢吹IC